# دوسرايوس
بلدية دوسريوْس (بالكاتالانية: Dosrius) هي إحدى بلديات مقاطعة برشلونة، والتي تقع في منطقة كاتالونيا، شرق إسبانيا.
يبلغ عدد سكانها 4.658 نسمة وفقاً لإحصائية سنة (2007).

## أعلام
- أولغا غارسيا